# Fernando Mignoni Guerra
Fernando Mignoni Guerra (Madrid, 1929 - 2011) fue un pintor y galerista español, conocido por su participación en la escena artística de la segunda mitad del siglo XX y por ser cofundador junto con Elvira González de la Galería Theo, una de las primeras en abrirse en Madrid dedicadas al arte contemporáneo.

## Biografía
Hijo del escenógrafo y pintor Fernando Mignoni Monticelli y de la bailaora de flamenco Carmen Guerra Cauqui, creció en un ambiente artístico y una casa frecuentada por escritores y dramaturgos.
En 1963 contrajo matrimonio con Elvira González y ambos se trasladan a vivir a París. En 1966 regresó a Madrid y fundó junto con ella la Galería Theo, que se convertiría en una referencia del arte contemporáneo en España. El matrimonio tuvo tres hijos: Elvira, Fernando e Isabel. Durante más de 25 años –entre 1967 y 1993– Fernando Mignoni Guerra fue codirector de esta galería, labor que compaginó toda su vida con la creación artística.

## Trayectoria artística
Inició su formación en la Real Academia de Bellas Artes de San Fernando a los 21 años. En 1954 participó en su primera exposición colectiva en Madrid, Barcelona y Bilbao. En 1958 realizó su primera exposición individual en el Ateneo de Madrid y participó en la muestra Artistas de hoy. Un año después colaboró en la organización de una exposición colectiva de la Galería San Jorge junto a artistas como Luis Feito, Rafael Canogar, Manolo Millares, Antonio Saura, José Ortega Muñoz, Darío Villalba, Pablo Serrano y Daniel Vázquez Díaz. En 1961 participó en la 6ª Bienal de São Paulo con una sala personal y fundó el Grupo Hondo junto a los pintores Juan Genovés, José Luis Jardiel, Enrique Orellana y el crítico Manuel Conde, grupo con el que publicó un manifiesto artístico.
En 1963 se trasladó a París, donde continuó su labor pictórica y mantuvo relación con los artistas españoles de la Escuela de París como Francisco Bores, Baltasar Lobo, Hernando Viñes y Manolo Hugué. Antes de regresar a Madrid en 1967, abandonó el expresionismo dramático, incorporando elementos naturales y cromáticos a su pintura.
Además de su trabajo pictórico también se dedicó a la escritura poética, publicando obras como la antología “La plástica en el poema. Poemas de 1980 al 2002” (2002) o “Preguntas sin respuesta quince poemas en la oscuridad” (2002).

## Exposiciones y reconocimiento
Su obra fue expuesta en instituciones y galerías como:
- 6ª Bienal de São Paulo (1961)
- Museo de Arte Contemporáneo de Madrid
- Museo de Bellas Artes de Bilbao
- Museo de Arte Abstracto Español (Cuenca)

En 1984, el Museo Español de Arte Contemporáneo organizó una exposición retrospectiva de su obra bajo el título “Mignoni: el arte como aventura”, de la que se publicó el catálogo con un texto de Jesús Soto.
Su obra forma parte de colecciones como la del Museo Nacional Centro de Arte Reina Sofía o la Colección BBVA.

## Galería Theo
La Galería Theo se mantuvo en funcionamiento de 1967 a 1993 y fue pionera en la introducción de artistas internacionales en el circuito español. En ella se celebraron las primeras exposiciones en España de Juan Gris, Josef Albers, Lucio Fontana, Francis Bacon, Pablo Picasso, Julio González, Manolo Hugué y Pablo Gargallo.